# Phlebotomus ashfordi
Phlebotomus ashfordi är en tvåvingeart som beskrevs av Gebre-michael och Lane 1996. Phlebotomus ashfordi ingår i släktet Phlebotomus och familjen fjärilsmyggor.
Artens utbredningsområde är Etiopien. Inga underarter finns listade i Catalogue of Life.